# 不足電圧継電器
不足電圧継電器（ふそくでんあつけいでんき　英: Under Voltage Relay）とは、回路の電圧が低下し、機器の稼働に必要な電圧が確保できなくなった場合に、関係機器に指令を送る装置である。主にキュービクルに使用され、非常用発電機の起動信号用として用いられることが多い。

## 電圧降下の原因と対策
電圧降下や停電の原因として考えられるのが、
1. 短絡、地絡によるもの
2. 発電機の故障によるもの。
3. 大規模災害による広域停電
4. 計画停電による停電

等がある。100V/200Vの一般家庭ならさほど問題はならないが、旋盤やマシニングセンタなどの工作機械を使用している工場の場合、モーターの回転速度の低下により品質保持が難しくなるといった品質的な問題のほか、モーター自体が起動しなくなってしまうという場合がある。
また、最近は自動化が進んでいるので、ロボットや制御用のパソコンが長時間停止してしまい、多額の損失が発生した、といったことも考えられるほか、病院や診療所の生命維持装置が停止してしまうリスクも考えられる。
これらを防ぐために、不足電圧継電器が使用される。機種によって異なるが、例えば、本体のツマミを200Vにあらかじめ設定しておけば、監視箇所の電圧が200Vを下回った時に、自動的に発電機を起動させる制御が可能になる。

## 主な用途
1. 非常照明の点灯・消灯
2. 非常用発電機の起動・停止
3. 電圧が低下した場合の警報・通報用

上記のことに使われることが多い。しかし、過電圧継電器としての機能はない場合が多いので、必要な場合は別途設置する必要がある。
また、動作電圧のほかにも、動作時間も設定でき、50msから長いもので30秒以上と広範囲に設定できるものもある。